# David Vetter

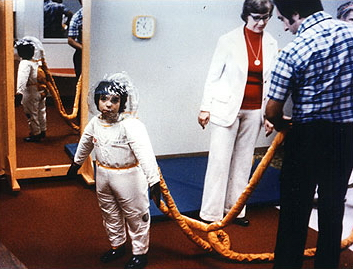
David Vetter (1977)

David Phillip Vetter (* 21. September 1971 in Houston, Texas, USA; † 22. Februar 1984 in Dobbin, Texas) war ein amerikanischer Junge aus Shenandoah, Texas, der mit der Erbkrankheit Severe Combined Immunodeficiency (SCID), einem schweren kombinierten Immundefekt, geboren wurde. Krankheitsbedingt besaß David keine Abwehrkräfte gegen jegliche Art von Erregern. Bekannt wurde David Vetter als „Bubble Boy“, weil er sein ganzes Leben in einem sterilen Kunststoffisolator verbrachte.

## Leben
David wurde direkt nach seiner Geburt von den Ärzten des Children’s Hospital in Houston in eine sterile Plastikbox gelegt. Die als Übergangslösung gedachte Abschirmung blieb im Laufe der Jahre jedoch die einzig mögliche Methode, um David vor Krankheitserregern zu schützen.
Nach den Angaben der behandelnden Ärzte verlief die physische Entwicklung des Kindes normal. Erste Probleme gab es, als der Junge mit einem Gegenstand die Kunststoffschicht beschädigte.
Der psychische Zustand des Jungen war nach der Einschätzung einer Kinderpsychologin, die David mehrere Jahre betreute, nicht mit einem normalen Kind gleichen Alters vergleichbar, da er nur eingeschränkt Erfahrungen machen konnte. Er kannte beispielsweise keinen Wind. Die NASA entwarf deshalb für David einen speziellen Schutzanzug, mit dem er das Krankenhaus zeitweise verlassen konnte. Der Junge trug den Anzug im Alter von fünf Jahren zum ersten Mal. Wegen der starken Angst des Jungen, Krankheitserreger könnten in den Anzug eindringen, gab es nur sechs Ausflüge.
Im Alter von zwölf Jahren taten sich erste Heilungschancen auf. David erhielt am 21. Oktober 1983 eine Knochenmarkspende von seiner Schwester. Anfang 1984 verschlechterte sich jedoch der gesundheitliche Zustand des Jungen massiv, da durch die Transplantation ein latentes Epstein-Barr-Virus in seinen Körper gelangte, das bei der Untersuchung des Spendermarks nicht entdeckt worden war. Am 7. Februar 1984 musste David schließlich aus der Kunststoffisolation befreit werden und verstarb am 22. Februar 1984 an einem Burkitt-Lymphom. Davids Mutter Carol Ann Vetter küsste ihren Sohn am Tage seines Todes zum ersten Mal.

## Rezeption
- The Boy in the Plastic Bubble, Film von 1976 mit John Travolta
- 1987 stand der von Paul Simon verfasste Song The Boy in the Bubble 86 Wochen in den US-Charts und 26 Wochen in den UK-Charts.
- Barak Goodman, John Maggio: Der Junge in der Blase, Filmdokumentation (53 Min.), USA, 2006
- Bubble Boy – Leben hinter Plastik, Film von 2001 mit Jake Gyllenhaal